# Ґуй
Ґуй (кит.: 鬼) — в архаїчній традиції дух померлого, пізніше - загальна назва демонів. Ґуй схожий на людину, але не має підборіддя, не відкидає тіні, має здатність ставати невидимим, перетворюватися на тварин та в людину, щоби заманювати мандрівників та вбивати їх. У більшості випадків ґуй - душа померлого насильницькою смертю або самогубця. 
Він боїться гучного крику, календаря, меча, яким було вбито багато людей, сечі, плювка, персикового дерева та різних амулетів; ще його можна відігнати, якщо прочитати уривок з конфуціанського твору або буддистської сутри. 
В цих духів багато різновидів:
- шуйциньгуй (дух втопленика)
- дяоцзингуй (дух повішаного)
- хогуй (вогняний)
- маогуй (волохатий)
- баньфангуй (дух померлого у тюрмі від голоду) та ін.

Китайські буддисти побоюються переродження як еґуй 饿鬼 - "голодних духів", що є по суті китаїзовані індійські прети (однина прета, санскр. "той, хто відійшов"), або духи, не здатні задовольнити свої бажання. Так, вони не можуть насититись, бо при величезному череві мають крихітні роти. Претами, згідно з буддистським каноном, народжуються ті люди, які у попередньому житті відрізнялися скупістю, жорстокістю та зажерливістю.